# Philip Roth
Philip Milton Roth (Newark, New Jersey, 19 maart 1933 – New York, 22 mei 2018) was een Amerikaanse literaire schrijver. Hij werd geboren als kind van tweede generatie Joods-Amerikaanse ouders.

## Leven
Roth behaalde in 1955 zijn master in Engelse literatuur, waarna hij zijn dienstplicht vervulde. Hij doceerde literatuurwetenschappen aan diverse Amerikaanse universiteiten, het laatst aan de University of Pennsylvania. Vanaf 1992 legde hij zich geheel toe op het schrijven.
Op 22 februari 1959 trouwde Roth met Margaret Martinson, van wie hij zich in 1964 liet scheiden van tafel en bed. Margaret overleed in 1968 na een auto-ongeluk. In 1990 trouwde Roth met de actrice Claire Bloom; in 1994 gingen ze uit elkaar. Bij de verschijning van zijn roman I Married a Communist (1998) werd Roth door verschillende journalisten bekritiseerd omdat hij zijn breuk met Bloom zou hebben verwerkt in het mislukte huwelijk van zijn personages Ira Ringold en Eve Frame.
In november 2012 maakte Roth bekend te stoppen met schrijven. Hij stierf in mei 2018 op 85-jarige leeftijd in een ziekenhuis in Manhattan aan een hartstilstand.

## Werk
Philip Roth schreef veelal over de Joodse identiteit en de politieke cultuur in de Verenigde Staten. Hij werd met name beroemd door de seksueel revolutionaire roman Portnoy's Complaint (1969). The Breast, The Professor of Desire en The Dying Animal vormen de Kepesh-trilogie, en handelen over het leven van de seksueel vrijgevochten professor David Kepesh. Roths meest geroemde boeken zijn American Pastoral (1997), I Married a Communist (1998) en The Human Stain (2000), die samen de American Trilogy genoemd worden omdat ze een soort biografie van het naoorlogse Amerika vormen: het eerste boek handelt over de Vietnamoorlog en de protestgeneratie, het tweede over het tijdperk-McCarthy en het derde speelt tegen de achtergrond van het Lewinsky-schandaal. Alle drie de boeken worden 'verteld' door Roths literair alter ego, Nathan Zuckerman.
In 2004 verscheen The Plot Against America, dat gezien wordt als een ander hoogtepunt in Roths oeuvre. Dit boek gaat over een what-if geschiedenis, die zich afspeelt in de VS tijdens de jaren dertig en veertig, wanneer de verkiezingen niet door de zittende president Franklin D. Roosevelt worden gewonnen, maar door vliegpionier Charles Lindbergh, van wie bekend is dat hij benaderd is voor het presidentschap en wiens nazi-sympathieën en isolationisme gedocumenteerd zijn. Onder 'president Lindbergh' worden er allerlei antisemitische wetten doorgevoerd in de VS, waartegen de joodse familie waar de roman om draait, zich moet verweren. 
Sindsdien schreef Roth verschillende kortere romans, die vaak handelen over de fysieke en mentale aftakeling van een mens. Meest geroemd is Everyman (2006), een korte maar aangrijpende roman over verlies en sterfelijkheid. De titel is een verwijzing naar het gelijknamige middeleeuwse toneelstuk (zie Elckerlijc), waarin 'de mens', als hij gaat sterven, verantwoording moet afleggen over zijn aardse gedragingen.

## Prijzen en eerbewijzen
Roth won diverse prijzen en gold jarenlang als voorname kanshebber voor de Nobelprijs voor Literatuur.
- In 1997 won hij de prestigieuze Pulitzer-prijs met American Pastoral.
- In 1998 ontving hij de National Medal of Arts van het Witte Huis.
- In 2002 werd hij onderscheiden met de gouden medaille van de American Academy of Arts and Letters voor zijn gehele oeuvre.
- Roth won ook tweemaal de National Book Award (Goodbye Columbus in 1960 en Sabbath's Theater in 1995).
- De PEN/Faulkner Award werd driemaal aan hem toegekend: in 1994 voor Operation Shylock, in 2001 voor The Human Stain en in 2007 voor Everyman.
- In 2011 won Roth de Man Booker International Prize.

## Over Philip Roth
- Harold Bloom (red.), Modern Critical Views of Philip Roth, Chelsea House, New York, 2003.
- Claudia Roth Pierpont, Roth Unbound: A Writer and His Books, Farrar, Strauss & Giroux, New York, 2013, ISBN 978-037428051-2.
- Steven Milowitz, Philip Roth Considered: The Concentrationary Universe of the American writer, Routledge, New York, 2000.
- Timothy Parrish (red.), The Cambridge Companion to Philip Roth, Cambridge University Press, Cambridge, 2007.
- Derek Parker Royal, Philip Roth: New Perspectives on an American Author, Praeger, Santa Barbara, CA, 2005.
- George J. Searles (red.), Conversations With Philip Roth, University of Mississippi Press, Jackson, Mississippi, 1992.
- Blake Bailey, Philip Roth. De biografie, De Bezige Bij, Amsterdam, 2021, ISBN 978-940312971-6.

## Verfilmingen
Hoewel Philip Roth weleens 'onverfilmbaar' is genoemd omdat zijn 'eigen stem' in films niet tot zijn recht zou komen, zijn van zijn romans vele verfilmingen gemaakt.
- Goodbye, Columbus (1969) door regisseur Larry Peerce met Richard Benjamin en Ali MacGraw
- Portnoy's Complaint (1972) door Ernest Lehman met Richard Benjamin en Karen Black
- The Ghost Writer (1981) door Tristram Powell met Rose Arrick en Claire Bloom
- The Human Stain (2003) door Robert Benton met Anthony Hopkins, Nicole Kidman en Ed Harris
- Elegy (2008), verfilming van The Dying Animal door Isabel Coixet met Ben Kingsley en Penélope Cruz
- The Humbling (2014) door Barry Levinson met Al Pacino en Greta Gerwig
- Indignation (2016) door James Schamus met Logan Lerman en Sarah Gadon
- American Pastoral (2016) door Ewan McGregor met Ewan McGregor, Jennifer Connelly en Dakota Fanning

- Bibsys: 90074293
- Biblioteca Nacional de España: XX1099522
- Bibliothèque nationale de France: cb11922711b (data)
- Catàleg d'autoritats de noms i títols de Catalunya: 981058513074206706
- CiNii: DA00213114
- Digitale Bibliotheek voor de Nederlandse Letteren: roth016
- Gemeinsame Normdatei: 118803433
- International Standard Name Identifier: 0000 0001 2283 4557
- Library of Congress Control Number: n79125808
- Nationale Bibliotheek van Letland: 000015032
- MusicBrainz: 79cb3e3b-961c-43da-917b-2dae9df9a880
- National Archives and Records Administration: 10580818
- Bibliotheek van het Japanse parlement: 00454781
- Nationale Bibliotheek van Tsjechië: jn19990007178
- Nationale bibliotheek van Australië: 35464411
- Nationale Bibliotheek van Israël: 987007267390205171
- Nationale Bibliotheek van Polen: a0000002499403
- Nationale en Universitaire bibliotheek Zagreb: 000052159
- Nederlandse Thesaurus van Auteursnamen: 068806345
- Istituto Centrale per il Catalogo Unico: CFIV009760
- LIBRIS: 222735
- SNAC: w66z0133
- Système universitaire de documentation: 02711015X
- Trove: 962434
- Virtual International Authority File: 100235370
- WorldCat: E39PBJwMBq9bmTfYRTyPChQQbd